# Chancy-Pougny
Chancy-Pougny ist ein Laufwasserkraftwerk auf der Rhone auf der Grenze zwischen Frankreich und der Schweiz. Die Staumauer liegt auf der Grenze zwischen der Schweizer Gemeinde Chancy (Kanton Genf) und der französischen Gemeinde Challex (Département Ain). Namensgebend war auf der französischen Seite die etwas abwärts liegende Gemeinde Pougny.
Die Anlage ist im Besitz und wird betrieben von der Société des Forces motrices de Chancy-Pougny SA (SFMCP). Diese gehört den öffentlichen Services Industriels de Genève und der Compagnie nationale du Rhône.

## Geschichte
Für den Bau wurde 1913 ein internationales Abkommen zwischen Frankreich und der Schweiz getroffen. Dem Kanton Genf steht 64,6 % der Energie zu, Frankreich 35,4 %.
Die Anlage wurde von 1920 bis 1924 gebaut. Der Höhenunterschied ist etwa 11 m. Das Kraftwerk hat fünf Francis-Turbinen mit einer Gesamtleistung von 38 MW und einer durchschnittlichen Jahresproduktion von 210 GWh. Das westliche Überlaufwehr wurde etwas breiter errichtet, damit es später zu einer Schleuse umgebaut werden kann. Auf einem Plateau oberhalb des Kraftwerks wurde auf der Schweizer Seite eine kleine Siedlung für die Angestellten mit acht Häusern (davon fünf Doppelhäuser) gebaut.
Zuerst wurde die ganze Elektrizitätsproduktion nach Frankreich geleitet und vor allem von den Schneider-Werken in Le Creusot benützt. Seit 1965 wird die ganze Produktion von den Services Industriels de Genève für den Stromverbrauch im Kanton Genf verwendet.

## Umbau
Das ursprüngliche Kraftwerk hatte eine maximale Wasserdurchflussmenge von 520 m³/s. Dies war weniger als die maximale Wasserdurchflussmenge der 7 km oberhalb gelegenen Staustufe Barrage de Verbois, so dass zu manchen Zeiten ein Teil des Rhoneabflusses über die Überlaufwehre geleitet wurde. 
Um diesen Verlust zu vermeiden und die Effizienz der Anlage zu steigern, wurde in den 1990er Jahren bei der Konzessionserneuerung auch die Renovierung und Umbau des Kraftwerks geplant. 
Die Konzession wurde 2001 für 60 weitere Jahre bis zum 8. April 2061 erneuert.
Beim Umbau werden vier der fünf Francis-Turbinen durch leistungskräftigere Kaplan-Turbinen ersetzt (Die fünfte Maschine bleibt zunächst im alten Zustand). Danach wird die Wasserdurchflussmenge 620 m³/s statt 520 m³/s, betragen, die installierte Gesamtleistung 49 MW statt 38 MW und die durchschnittliche Jahresproduktion 250 GWh statt 210 GWh. Die vier Turbinen werden nach und nach ersetzt. Die erste neue Kaplan-Turbine wurde 2006 eingeweiht. Die vierte soll 2012–2013 eingebaut werden. Das Umbauende ist für 2019 geplant. Zudem wird die Erdbebenresistenz der Staumauer verbessert und auf dem rechten Ufer eine Fischtreppe gebaut.